# 杜聯
杜聯（1804年—？） ，字耀川，号蓮衢，浙江省紹興府上虞縣人，清朝政治人物、进士出身。
道光二十四年（1844年），甲辰科举人，三十年（1850年），登庚戌科进士，官至礼部右侍郎。